# Bodenwertzahl
Die Bodenwertzahl (BWZ), auch Bodenklimazahl (BKZ), ist in Deutschland ein Vergleichswert zur Bewertung der Ertragsfähigkeit landwirtschaftlicher Böden. Sie ist somit auch eine ökonomische Kennzahl. Sie wird mit den Daten der Bodenschätzung ermittelt und reicht von 0 (sehr niedrig) bis ca. 100 (sehr hoch). Die Werte sind an einer Normgemeinde mit dem Wert 100 ausgerichtet. Theoretisch sind über Klimazuschläge auch Werte über 100 möglich. International wird der Bodenwert (englisch soil fertility) über das Bodenklassifikationssystem der World Reference Base for soil resources ermittelt, in den USA nach den Daten der USDA Soil Taxonomy.

## Wertebereich
Die Wertebereiche sind – differenziert nach Bodenarten:
| Bodenart                        | Wertebereich |
| ------------------------------- | ------------ |
| Sand                            | 0–10         |
| sandiger Lehm                   | 11–30        |
| schwerer bis toniger Lehm       | 31–50        |
| Lehm, teilweise mit Lössauflage | 51–70        |
| Lehm mit Lössauflagen           | 71–90        |
| Löss                            | 91 und mehr  |

Folgende Farben werden in Bezug auf bestimmte Wertebereiche und Einstufungen verwendet:
| Einstufung  | Wert        | Farbe  |
| ----------- | ----------- | ------ |
| sehr gering | bis 18      | braun  |
| gering      | 18–35       | rot    |
| mittel      | 35–55       | orange |
| hoch        | 55–75       | gelb   |
| sehr hoch   | 75 und mehr | grün   |

## Entstehung
Als Reichsrichtbetrieb wurde seinerzeit der Hof Haberhauffe in der Gemarkung Eickendorf in der Magdeburger Börde festgesetzt. 1993 wurde das Hofgebäude in ein Museum umgewandelt. Bei der Reichsbodenschätzung nach dem Bodenschätzungsgesetz im Jahre 1934 wurde im „Reichsspitzenbetrieb“ die Bodenwertzahl/Vergleichszahl (LVZ) 100 ermittelt. Sie wurde Vergleichsgrundlage für die steuerliche Bewertung aller Landwirtschaftsbetriebe in Deutschland. Da dieser Betrieb nach dem Krieg für Vergleiche innerhalb Westdeutschlands nicht mehr zur Verfügung stand, wurde ein Betrieb in Machtsum nahe Harsum in der Hildesheimer Börde als Bundesrichtbetrieb erklärt. Bei späteren Messungen wurde ein noch höherer Wert mit der LVZ von 102,8 in Mölme gefunden, das etwa 20 km östlich von Hildesheim liegt und Teil der Gemeinde Söhlde ist. Es ist der höchste je gemessene Wert in Deutschland.
Aus der Bodenwertzahl wird unter Einbeziehung individueller Standortfaktoren (z. B. Klima, Waldrandlage), sofern diese von denen des Reichsrichtbetriebes abweichen, die Ackerzahl ermittelt.